# Rock House (Arizona)
Rock House est une census-designated place du comté de Gila, dans l'État de l'Arizona, aux États-Unis. En 2020, elle compte une population de 10 habitants.